# Aleksander Warma
Aleksander Warma (även stavat Varma), född 22 juni (10 juni g.s.) 1890 i Viinistu, Guvernementet Estland, Kejsardömet Ryssland , död 23 december 1970 i Stockholm, var en estnisk sjöofficer, jurist, diplomat, politiker och målare.
Aleksander Warma var en av de första Kabböle-esterna(fi), som 1906 flyttade till Pernå i Finland med sin far Johannes Warmas och mor Elisabet Pübemann med familj. Warma studerade juridik och avlade en mag. juris.-examen. Vid sidan av sitt arbete var han verksam som autodidakt konstnär och bedrev självstudier under resor i Europa och Amerika. Han medverkade i flera estniska konstutställningar i München och Hamburg samt i Liljevalchs konsthalls Stockholmssalonger 1964–1965. Hans konst består av målningar utförda i olja. Han var medlem av Republiken Estlands exilregering i Sverige från 1953 till sin död, från 1953 som utrikesminister och tillförordnad justitieminister, från 1962 till 1963 som tillförordnad premiärminister och från 1963 till sin död som tillförordnad statschef (premiärminister med presidents uppgifter).